# Karismatisk kristendom
Karismatisk kristendom (även neo-pentekostalism), av grekiskans karisma "nådegåva", avser de rörelser som sedan 1960-talets vidare spridning och breddning tagit till sig de uttryck och läror som återaktualiserades av pentekostalismen. Till skillnad från pentekostalismen har rörelsens anhängare i hög grad stannat kvar i de rörelser som varit deras ursprung och idag återfinns karismatiska uttryck såsom läror om andedop, tungomålstalande, profetia och helande inom så gott som alla etablerade kyrkor. De flesta karismatiska kristna åtfinns i etablerade samfund såsom Romersk-katolska kyrkan och baptismen men fristående samfund och rörelser har också bildats, varav Trosrörelsen och Vineyard är två.

## Historia
Pentekostalismen uppstod i början av 1900-talet och berörde då främst frikyrkosamfund av folkrörelsekaraktär medan den hamnade i konflikt med den högkyrkliga kristenheten och de etablerade baptistsamfunden. Genom det motstånd rörelsen erfor isolerades den alltmer och blev en egen rörelse.
På 1960-talet började präster i USA rapportera att de döpts i Den Helige Ande. Den rörelse som därmed startade bland de etablerade kyrkorna är det som kallas den karismatiska rörelsen. Kristna ifrån de anglikanska, reformerta, lutherska och ortodoxa kyrkorna, samt från katolska kyrkan och sådana frikyrkor som hade ställt sig avvisade till pentekostalismen i början av 1900-talet, började tala i tungor, profetera och be för sjuka m.m. Detta har kallats ”den allmänna pingstväckelsen” eftersom den inte splittrade samfunden eller startade nya kyrkor. Idag finns karismatikerna i nästan alla samfund. Ett exempel i Sverige är Oasrörelsen som verkar främst i Svenska kyrkan och EFS. Påven Johannes Paulus II började ett teologiskt samtal mellan Pingströrelsen, Katolska kyrkan och den Karismatiska rörelsen.

## Utbredning
Den pentekostala/karismatiska rörelsen hade 2007 över 590 miljoner anhängare i hela världen.